# Теодорешть
Теодорешть, Теодорешті (рум. Teodorești) — село у повіті Арджеш в Румунії. Входить до складу комуни Кука.
Село розташоване на відстані 138 км на північний захід від Бухареста, 31 км на захід від Пітешть, 85 км на північний схід від Крайови, 119 км на південний захід від Брашова.

## Населення
За даними перепису населення 2002 року у селі проживали 324 особи, усі — румуни. Усі жителі села рідною мовою назвали румунську.